# Eder Acosta Santacruz
Eder Acosta Santacruz (Asunción, 22 de febrero de 1986) es un escritor, abogado e historiador paraguayo. Es conocido por escribir novelas con un nivel muy alto de rigor histórico.
Es miembro de la Sociedad de Escritores Paraguayos y la Asociación Cultural Mandu'arã.
A lo largo de su carrera literaria fue finalista en distintos concursos nacionales e internacionales, como el Premio Augusto Roa Bastos y el Premio Roque Gaona, Premio Cuento Digital.
Por Resolución 149/2024 JM fue declarado Ciudadano Ilustre de la ciudad de Mariano Roque Alonso.
También ha sido reconocido por el Ministerio de Defensa de Paraguay por sus contribuciones a la difusión de la historia militar del país.

## Obras
- Venció Penurias y Fatigas. Cerro Corá en las memorias de los sobrevivientes (2015): libro histórico que relata el combate de Cerro Corá en base a las memorias de otros autores.[3]
- Epopeya - Guerra Guasú (2016): cómic histórico que ilustra distintos episodios de la Guerra de la Triple Alianza.[4]
- De la pluma al micrófono (2018): un compilado de doce artículos inéditos elaborados por historiadores e investigadores paraguayos.[5][6]
- Más allá del pasado (2018): una novela sobre la vida de los afrodescendientes paraguayos que combatieron en la Guerra de la Triple Alianza.[7][8][9]
- Lasánima: Cuentos de terror (2023): un compilado de diez cuentos de terror basados en el folklore paraguayo: Tevegó, No salgas a la siesta, El angelito de Trinidad, Malavisión, El legado maldito, La madrina Simeona, Mi nombre es María Clara, Por la señal de la Santa Cruz, Lasánima y La madame de Sajonia.[1]